# Équation de Korteweg–de Vries
Pour les articles homonymes, voir KDV.

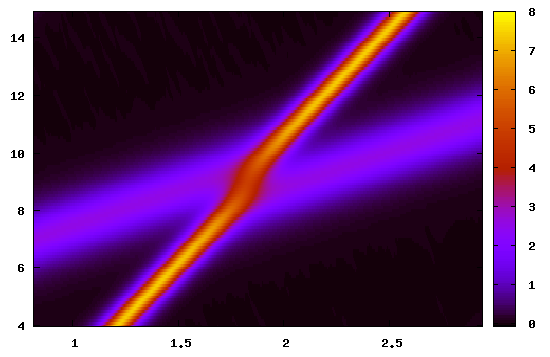
Résultat d'une simulation numérique de l'équation de Korteweg-de Vries. On y observe la collision de deux solitons.

En physique mathématique, l'équation de Korteweg–de Vries (KdV en abrégé) est un modèle mathématique pour les vagues en faible profondeur. C'est un exemple très connu d'équation aux dérivées partielles non linéaire dont on connaît exactement les solutions. Ces solutions comprennent (mais ne se limitent pas à) des solitons. Ces solutions peuvent se calculer par la transformation de diffusion inverse (même principe que la résolution de l'équation de la chaleur). C'est un exemple d'équation aux dérivées partielles dispersive.
L'équation porte le nom de Diederik Korteweg et Gustav de Vries qui l'ont étudiée, bien que l'équation ait été traitée par Joseph Boussinesq auparavant.

## Définition
C'est une équation aux dérivées partielles non linéaire et dispersive pour une fonction φ de deux variables réelles, x et t :
{\displaystyle \partial _{t}\varphi +\partial _{x}^{3}\varphi +6\varphi \partial _{x}\varphi =0}
où ∂x et ∂t représentent les dérivées partielles par rapport à x et t.

## Application
Une vague scélérate est une vague océanique très haute, modélisable comme solution particulière d’équations non linéaires, telles que l’équation de l’onde de Boussinesq ou l’équation de Korteweg–de Vries.

## Variantes
Il existe de nombreuses variantes à l'équation d'onde KdV. En particulier, on peut lister les équations suivantes.
| Nom                                             | Équation |
| ----------------------------------------------- | --- |
| Korteweg–de Vries (KdV)                         | {\displaystyle \displaystyle \partial _{t}\varphi +\partial _{x}^{3}\varphi +6\,\varphi \,\partial _{x}\varphi =0} |
| KdV (cylindrique)                               | {\displaystyle \displaystyle \partial _{t}u+\partial _{x}^{3}u-6\,u\,\partial _{x}u+u/2t=0} |
| KdV (déformée)                                  | {\displaystyle \displaystyle \partial _{t}u+\partial _{x}(\partial _{x}^{2}u-2\,\eta \,u^{3}-3\,u\,(\partial _{x}u)^{2}/2(\eta +u^{2}))=0} |
| KdV (généralisée)                               | {\displaystyle \displaystyle \partial _{t}u+\partial _{x}^{3}u=\partial _{x}^{5}u} |
| Équation de Korteweg–de Vries généralisée (en)  | {\displaystyle \displaystyle \partial _{t}u+\partial _{x}^{3}u+\partial _{x}f(u)=0} |
| Équation de Korteweg–de Vries (7e ordre de Lax) | {\displaystyle {\begin{aligned}\partial _{t}u+\partial _{x}&\left\{35u^{4}+70\left(u^{2}\partial _{x}^{2}u+u\left(\partial _{x}u\right)^{2}\right)\right.\\&\left.\quad +7\left[2u\partial _{x}^{4}u+3\left(\partial _{x}^{2}u\right)^{2}+4\partial _{x}\partial _{x}^{3}u\right]+\partial _{x}^{6}u\right\}=0\end{aligned}}} |
| Équation modifiée de Korteweg–de Vries          | {\displaystyle \displaystyle \partial _{t}u+\partial _{x}^{3}u\pm 6\,u^{2}\,\partial _{x}u=0} |
| KdV (modifiée modifiée)                         | {\displaystyle \displaystyle \partial _{t}u+\partial _{x}^{3}u-(\partial _{x}u)^{3}/8+(\partial _{x}u)(A\mathrm {e} ^{au}+B+C\mathrm {e} ^{-au})=0} |
| KdV (sphérique)                                 | {\displaystyle \displaystyle \partial _{t}u+\partial _{x}^{3}u-6\,u\,\partial _{x}u+u/t=0} |
| Super équation de Korteweg–de Vries             | {\displaystyle \displaystyle \partial _{t}u=6\,u\,\partial _{x}u-\partial _{x}^{3}u+3\,w\,\partial _{x}^{2}w}, {\displaystyle \displaystyle \partial _{t}w=3\,(\partial _{x}u)\,w+6\,u\,\partial _{x}w-4\,\partial _{x}^{3}w}                                                                                                 |
| KdV (de transition)                             | {\displaystyle \displaystyle \partial _{t}u+\partial _{x}^{3}u-6\,f(t)\,u\,\partial _{x}u=0} |
| KdV (à coefficients variables)                  | {\displaystyle \displaystyle \partial _{t}u+\beta \,t^{n}\,\partial _{x}^{3}u+\alpha \,t^{n}u\,\partial _{x}u=0} |
| Équation de Korteweg–de Vries–Burgers           | {\displaystyle \displaystyle \partial _{t}u+\mu \,\partial _{x}^{3}u+2\,u\,\partial _{x}u-\nu \,\partial _{x}^{2}u=0} |